# Стешово (Псковская область)
Стешово — деревня в Шиковской волости Островского района Псковской области. 
Расположена в 45 км к востоку от города Острова и в 3 км к западу от волостного центра, деревни Шики.
Численность населения деревни по состоянию на 2000 год составляла 1 человек.